# Буджак (Зъхна)
Вижте пояснителната страница за други значения на Буджак.
Буджак или Буджак махала (на гръцки: Μπούτζακ) е обезлюдено село в Гърция, намиращо се на територията на дем Просечен, област Източна Македония и Тракия.

## География
Селото се намирало в южните склонове планината Щудер, северно от Нови Калапот (Ангитис) и северозападно от Просечен (Просоцани). При Буджак от пещерата Маарата изтича река Панега.

## История
В XIX век Буджак е турско юрушко село в Османската империя, една от петте махали на Чали Баши. Според Васил Кънчов („Македония. Етнография и статистика“) в началото на XX век Кара Буджак е турско село с 270 жители. След като Буджак попада в Гърция в 1913 година, по силата на Лозанския договор в 1923 година жителите на селото са изселени в Турция и селото не е обновено.
В 1969 година местността на бившето село е прекръстена на Ерипия (Ερείπια), в превод Развалини.
| Година    | 1913 | 1920 | 1928 | 1940 | 1951 | 1961 | 1971 | 1981 | 1991 | 2001 | 2011 | 2021 |
| --------- | ---- | ---- | ---- | ---- | ---- | ---- | ---- | ---- | ---- | ---- | ---- | ---- |
| Население | 240  | 274  |      |      |      |      |      |      |      |      |      |      |